# Acteopan
Acteopan è una municipalità dello stato di Puebla, nel Messico centrale, il cui capoluogo è la località omonima.
Conta 2.881 abitanti (2010) e ha una estensione di 74,84 km².
Il significato del nome della località in lingua nahuatl è luogo dove l'acqua esce dal tempio.